# Tiroler Bergkäse

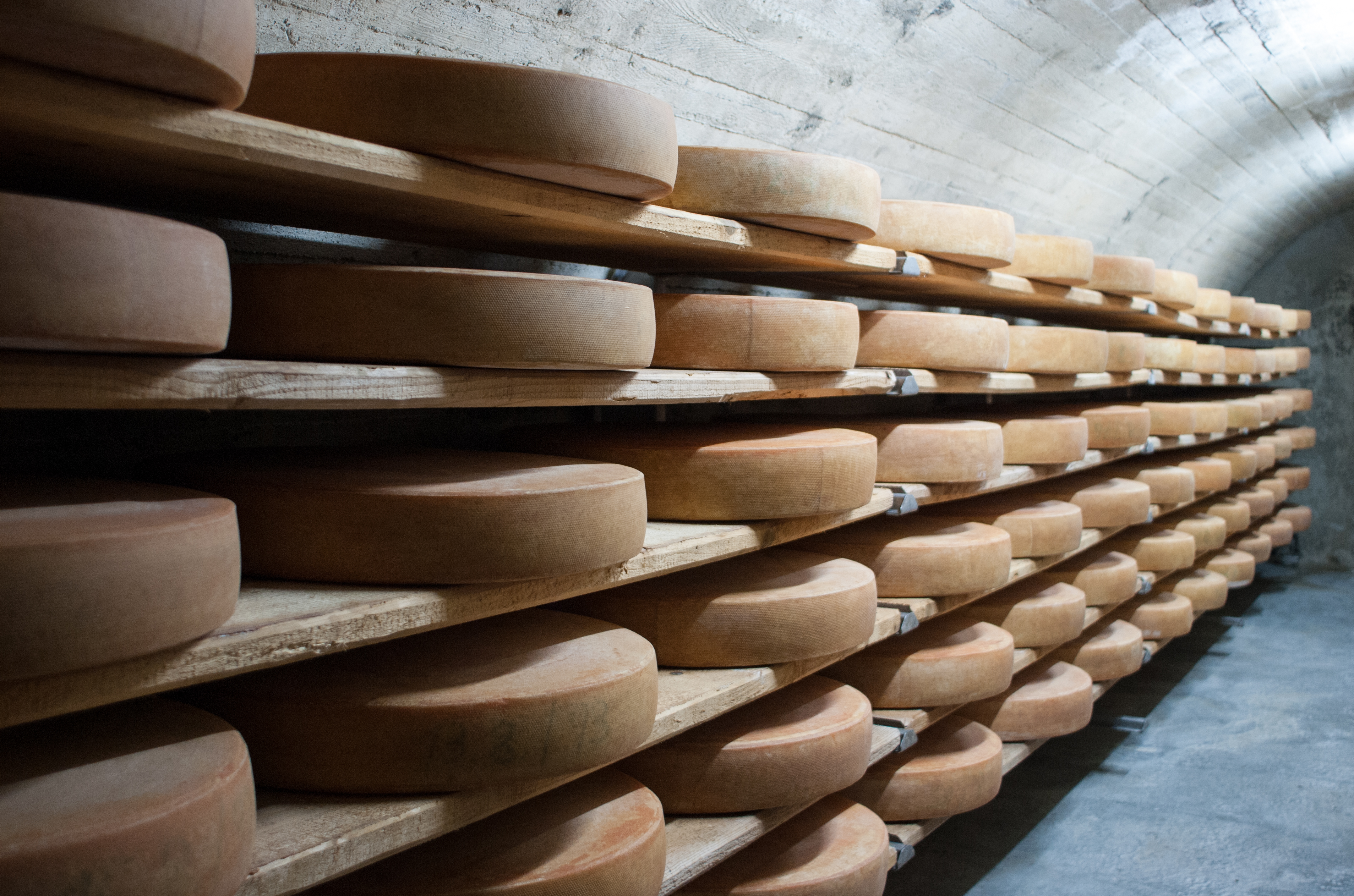
Tiroler Bergkäse madurando en un túnel al esta de Innsbruck

Tiroler Bergkäse (literalmente, «queso de montaña del Tirol») es un queso austriaco con denominación de origen protegida a nivel europeo. Se trata de un queso duro hecho con leche cruda de vaca procedente de los valles del norte y este del Tirol. 
Tiene un 45% de materia grasa. Se produce en forma de rueda con la corteza seca de color marrón amarillento a marrón intenso. El peso mínimo de cada una es de 12 kilos, vendiéndose al corte generalmente. La pasta es tierna, de color marfil y con algunos ojos ocasionales de distribución regular. El gusto varía de delicado aromático a ligeramente más picante. 
Es un queso tradicional del Tirol, que nació como una forma de conservar la producción de leche de las zonas altas tirolesas y transportarla hacia las localidades del Bajo Tirol: Zillertal, Unterinntal y Achental. La leche se cocía para garantizar que el alimento era sano y se pudiera conservar y llevar a ciudades tan alejadas como Viena o Berlín. Su producción se difundió a partir de los años 1840.
- Datos: Q780050